# نبرد برلین (فیلم)
نبرد برلین (آلمانی: Schlacht um Berlin) یک فیلم مستند محصول سال ۱۹۷۳ است که نبرد برلین و پیامدهای بلافاصله پس از آن را مستند می‌کند. 

## فهرست مطالب
فیلم با حمله هوایی متوسط به برلین در ۳۱ دسامبر ۱۹۴۴ آغاز می‌شود. آدولف هیتلر از طریق رادیو ادعا کرد که دولت ناسیونال سوسیالیست شهرها را ظرف چند سال بازسازی خواهد کرد. پس از آن، تصاویری از برلین ویران شده نمایش داده می‌شود و زندگی روزمره در برلین در طول جنگ شرح داده می‌شود و پس از آن بحث مفصلی در مورد پیشروی متفقین به برلین صورت می‌گیرد.
نبرد شکست‌خورده بولج، پیشروی به سمت غرب را حدود یک ماه به تأخیر انداخت، که ممکن است برای سرنوشت بعدی برلین بسیار مهم بوده باشد. در اواسط ژانویه، نیروهای شوروی جبهه شرقی ضعیف شده را شکستند و تا اوایل فوریه، در نزدیکی کوسترین،  شصت کیلومتری برلین، بر روی رودخانه اودر، سرپل داشتند. نیروهای شوروی ابتدا در رودخانه اودر سنگر گرفتند. در اواسط ماه مارس، هیتلر برای آخرین بار از جبهه شرقی بازدید کرد و پس از آن تا پایان در پناهگاه برلین خود ماند. از پایان ماه مارس، آمریکایی‌ها و بریتانیایی‌ها به آلمان حمله کردند. اهداف نیروهای غربی نه تنها برلین، بلکه هامبورگ، زاکسن و جنوب آلمان نیز بود. در ۱۲ آوریل، نیروهای آمریکایی از رودخانه البه در جنوب دسائو عبور کردند و در نزدیکی باربی ( زاکسن-آنهالت ) یک سرپل تشکیل دادند. یک برنامه از پیش تعیین شده برای نهم نقشه ارتش آمریکا برای حمله به برلین اجرا نشد، زیرا ژنرال آیزنهاور برلین را بی‌اهمیت می‌دانست و از تلفات سنگین در نبرد برای پایتخت آلمان بیم داشت. در عوض، نیروهای آمریکایی منتظر رسیدن نیروهای شوروی ماندند. با این وجود، برلین همچنان هدف بمب‌افکن‌های آمریکایی و بریتانیایی باقی ماند. از ۱ ژانویه تا ۲۰ ژانویه در ماه آوریل، در عرض ۱۱۰ روز، ۱۲۳ حمله هوایی به برلین انجام شد. در هفته‌های اخیر، مردم برلین روزها و شب‌ها در سنگرها پناه گرفته‌اند. آپارتمان‌های متعدد برلین، و همچنین کلیساها و بیمارستان‌ها، ویران شدند. ۵۰،۰۰۰ برلینی قربانی جنگ هوایی شدند. در آن زمان، یهودیانی نیز در برلین پنهان شده بودند و افرادی که از نظر سیاسی مورد آزار و اذیت قرار گرفته بودند، مجبور بودند از لو رفتن و قتل بترسند. در ۱۸ آوریل، ۳۰ زندانی سیاسی در پلوتسنزی اعدام شدند.
در رودخانه اودر، ارتش شوروی آخرین استقرار خود را برای نبرد برلین به پایان رساند. در ۱۵ آوریل، آخرین جلسه توجیهی قبل از حمله در امتداد رودخانه اودر برگزار شد. سپس دستورات عملیاتی برای شب آینده صادر شد. موازنه قدرت بین واحدهای شوروی و آلمان ده به یک بود. از طرف آلمان، تنها ۲۵۰ هزار نفر برای دفاع از برلین در دسترس بودند. آخرین کلاس سربازان تازه استخدام شده ورماخت قبلاً زودتر از موعد مقرر به خدمت فراخوانده شده بودند. به اصطلاح فولکس‌شتورم برپا و به نارنجک‌های ضد تانک مسلح شد. گروه اول ارتش بلاروس به فرماندهی مارشال ژوکوف و گروه اول ارتش اوکراین به فرماندهی مارشال کونف سرانجام پیشروی خود را به سمت برلین آغاز کردند. پنج روز پس از شروع حمله، در ۲۱. در 1 آوریل، گروه های ارتش ژوکوف و کونف در حومه برنائو،  ورنوخن،  استراوسبرگ،  باکو (در مارکیشه شوایتز )، مونچبرگ و ارکنر برلین مستقر شدند. در همین حال، پرونده کلاوزویتس در برلین اعلام شد. برلین به شهری در خط مقدم تبدیل شد. طرح دفاعی برلین، یک منطقه ممنوعه بیرونی را در نظر گرفته بود که تا آن زمان مدت‌ها بود تا حد زیادی اشغال شده بود. یک منطقه دفاعی بیرونی که شامل منطقه واقعی شهر می‌شد و مرزهای آن توسط آبراه‌ها، جاده‌ها و خاکریزهای راه‌آهن تشکیل شده بود. منطقه حکومتی، در مرکز شهر، ارگ نامیده می‌شد، هرچند فاقد هرگونه ویژگی دژ مانند بود.

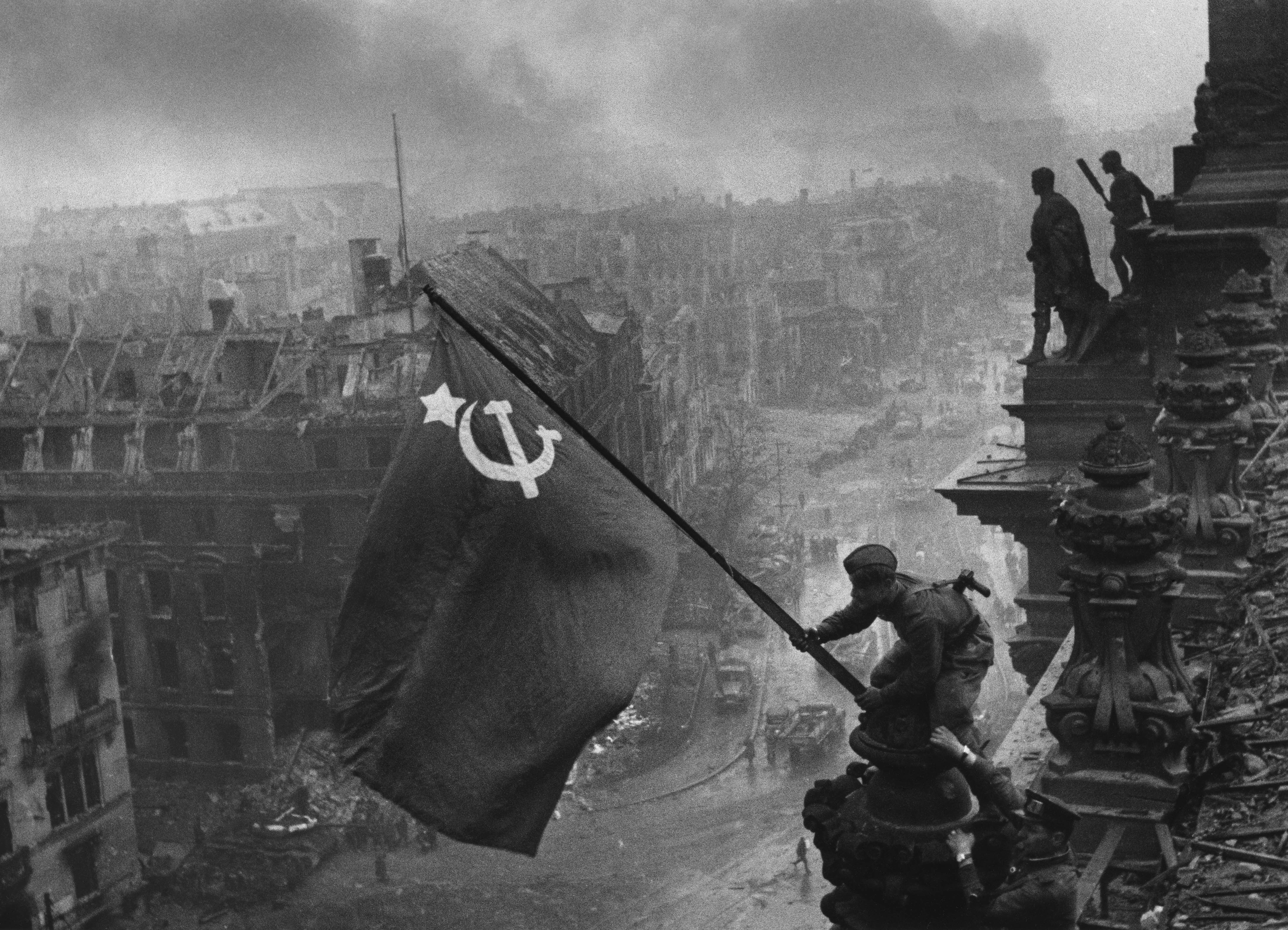
صحنه‌ای ساختگی از سربازان شوروی که در فیلم به آن اشاره شده است.

یک روز پس از تولد هیتلر،  در ۲۰. در ۱۴ آوریل، حمله فوری به شهری که ۲.۵ میلیون نفر در آن زندگی می‌کردند، صورت گرفت. قرار نبود حتی ۱۰۰۰۰۰ نفر، که فقط حدود نیمی از آنها سرباز عادی بودند، از منطقه شهری مذکور در برابر ۱.۵ میلیون سرباز ارتش سرخ دفاع کنند. تا ۲۵ آوریل، بخش‌های بزرگی از برلین، یعنی تگل،  راینیکندورف،  ویتنو،  وایسنزه،  هوهنشونهاوزن،  منطقه شمال و شرق شلزیشر بانهوف،  ترپتوو،  آدلرشوف،  رودو،  ماریندورف،  بریتز،  لانکویتز،  لیخترفلد و زلندورف،  قبلاً اشغال شده بود. کمی بعد، در نزدیکی کتزین،  در شمال غربی پوتسدام،  حلقه اطراف شهر توسط واحدهای شوروی بسته شد. برلین محاصره شده بود. هاینریش هیملر،  افسر اس‌اس رایشسفورر و رئیس پلیس آلمان،  که در آن زمان از زنان آلمانی خواسته بود تا با استفاده از یک پد تمیزکاری، ترسوهای سرسخت را به خط مقدم ببرند، موفق به فرار از شهر برلین در خط مقدم شد. در 27 آوریل، Spandau،  Blankenfelde،  Siemensstadt،  Görlitzer Bahnhof،  Neukölln،  Tempelhof با فرودگاه برلین-Tempelhof،  باغ گیاه شناسی،  و Dahlem اشغال شدند. در ۲۸ آوریل، اشغال غرب و شمال شارلوتنبورگ تا خیابان بیسمارک،  بخش غربی موآبیت،  بخش شرقی شونبرگ،  فریدناو و گرونوالد دنبال شد. پاکسازی از خیابان‌های اشغالی آغاز می‌شود. سربازان شوروی غذا توزیع می‌کنند. در همان زمان، برخی از تجاوزها توسط سربازان شوروی انجام شد . در ۲۹ آوریل، ایستگاه‌های موآبیت،  آنهالتر بان هوف،  هوهنزولرندام و هالنزه توسط سربازان شوروی اشغال شدند. ظاهراً در ویلمرسدورف نیز درگیری‌های شدیدی رخ داده است. پیشروی نیروهای شوروی کند شد؛ سربازان نمی‌خواستند در نزدیکی پایان جنگ تیرباران شوند. در پی آن،  نبرد خانه به خانه در مرکز شهر آغاز شد. در روز سی‌ام در ۱۴ آوریل، روزی که هیتلر خودکشی کرد، تمام بخش‌های ویلمرسدورف،  ایستگاه قطار شهری وست‌کروز و دویست بلوک خانه در مرکز شهر اشغال شد. در همان زمان، رایشتاگ تصرف شد. فاتحان بعداً یورش به رایشتاگ را برای دوربین‌های فیلم‌برداری بازسازی کردند؛ یورش واقعی در شب فیلمبرداری نشد. در اول ماه مه، سربازان شوروی روز اول ماه مه را جشن گرفتند، به همین دلیل آنها فقط "در کنار" جنگیدند. دستور روزانه استالین برای سربازان شوروی خوانده شد و آنها خیلی زود شروع به جشن و پایکوبی در خیابان‌ها کردند. در همان روز، ژنرال کربس به نمایندگی از جوزف گوبلز، مذاکرات آتش‌بس را بدون موفقیت انجام داد. گوبلز و کربس سرانجام در پناهگاه صدارت عظمای رایش به زندگی خود پایان دادند. اما پس از آن تیراندازی ادامه یافت. در شب دوم ماه مه، فرمانده رزمی برلین، ژنرال هلموت وایدلینگ،  تسلیم شد. بازیگران اصلی یا مرده‌اند یا فرار کرده‌اند. اما هیملر نیز اندکی پس از فرارش درگذشت. وقتی بریتانیایی‌ها او را در شمال آلمان پیدا کردند، او با سم خودکشی کرد. واحدهای آلمانی در شرق کشور هنوز در تلاش بودند تا از طریق رودخانه البه به مناطق تحت کنترل متفقین غربی عقب‌نشینی کنند، به همین دلیل ارتش شوروی مجبور بود تا زمان تسلیم بی‌قید و شرط ورماخت بجنگد. تسلیم بی‌قید و شرط ورماخت در ۸ مه در ریمز انجام شد و جنگ در اروپا پایان یافت. در ۹ مه، به درخواست طرف شوروی، تسلیم ورماخت در برلین-کارلشورست تکرار شد.

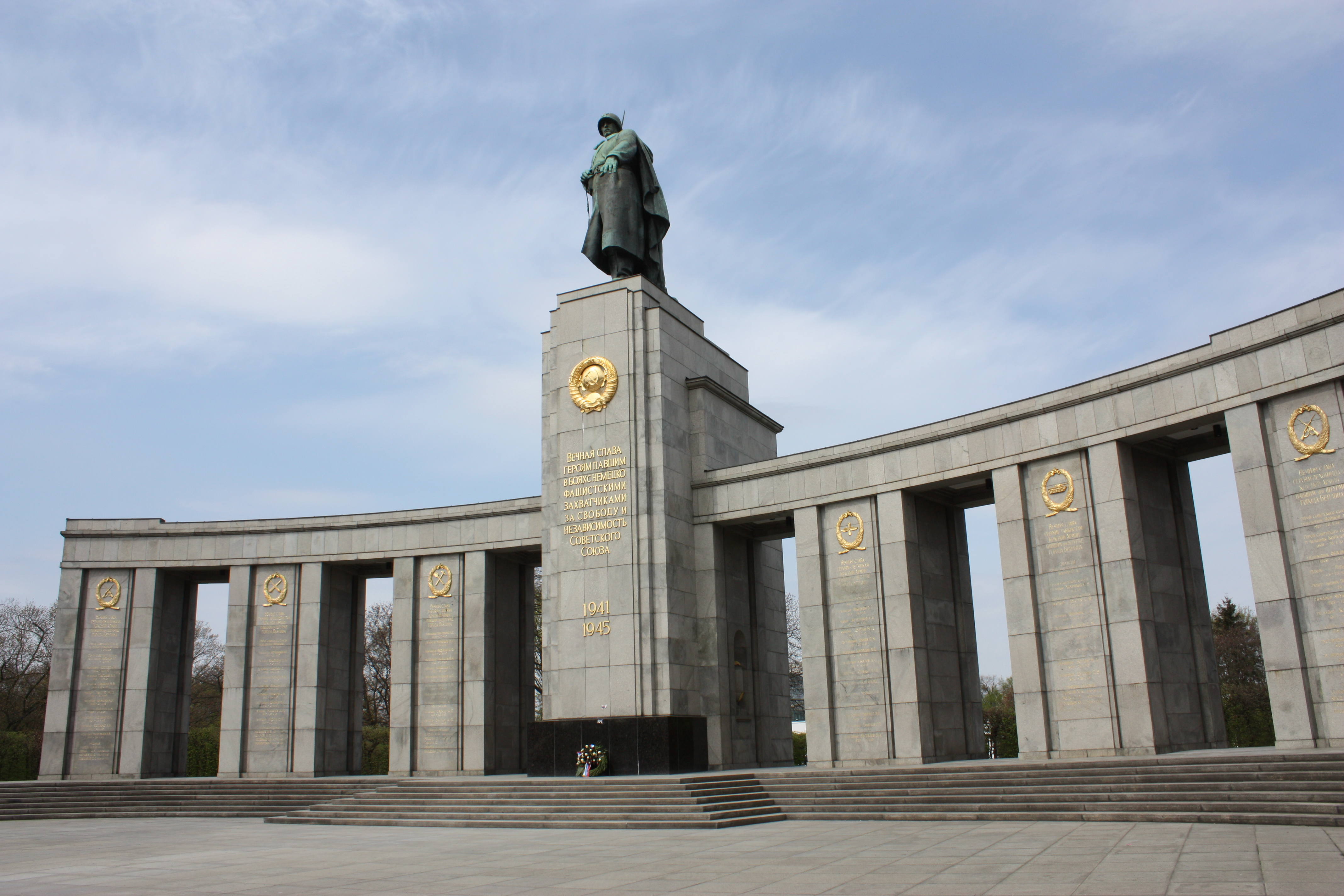
بنای یادبود شوروی در برلین که یادبود نبرد برلین است، نیز در فیلم نشان داده می‌شود.

به مدت دو ماه، شوروی‌ها تنها اربابان برلین بودند. کم کم، زندگی روزمره در برلین شروع به بازگشت کرد. زنان برلینی شروع به جمع‌آوری آوار کردند، زیرا بیشتر مردان هنوز برنگشته بودند. در ۱۴ مه، اولین خط مترو دوباره شروع به کار کرد. در ۱۶ مه، برای اولین بار یک تراموا دوباره حرکت کرد. جریانی از بیش از یک میلیون پناهنده از شرق آغاز شد، زیرا برلین در مسیر ترافیک به سمت غرب قرار داشت. این پناهندگان اجازه اقامت نداشتند؛ آنها مقداری غذا در برلین دریافت کردند، اما سپس مجبور شدند ظرف ۲۴ ساعت به جای دیگری نقل مکان کنند. کمی پس از آن، برلین تحت مدیریت چهار قوه قرار گرفت. قدرت‌های غربی، سربازان آمریکایی،  سربازان بریتانیایی و فرانسوی وارد برلین شدند. 60 ٪ از مساحت برلین، با تقریباً دو سوم جمعیت، توسط قدرت‌های غربی اشغال شده بود. کنفرانس پوتسدام در ماه ژوئیه آغاز شد. در ۷ سپتامبر، رژه مشترک چهار کشور متفقین در برلین به مناسبت پیروزی بر ژاپن برگزار شد. در ۱۱ نوامبر، بنای یادبود شوروی در تیرگارتن برلین افتتاح شد. تنش‌ها بین قدرت‌های غربی و اتحاد جماهیر شوروی پس از سال ۱۹۴۵ همچنان رو به افزایش بود. کمی قبل از کریسمس ۱۹۴۵، آمریکایی‌ها تخلیه کل جمعیت بخش برلین خود به آلمان غربی را در نظر گرفته بودند، زیرا وضعیت در برلین برایشان ناامیدکننده به نظر می‌رسید. این طرح کنار گذاشته شد و متفقین غربی، برخلاف آنچه اتحاد جماهیر شوروی امیدوار بود، در برلین باقی ماندند.

## پس‌زمینه
برای تولید فیلم مستند توسط کرونوس مدیا  مطالب از بایگانی‌های متعدد ایالات متحده، بریتانیا و آلمان جمع‌آوری شد. Irmgard von zur Mühlen و Hans J. Reichhardt به عنوان مشاور در تولید شرکت داشتند. این فیلم که در سال ۱۹۷۳ با عنوان توزیع انگلیسی «نبرد برلین» منتشر شد، نامزد دریافت جایزه اسکار ۱۹۷۴ در بخش بهترین فیلم مستند بلند شد، اما برنده نشد. بعداً روی VHS و DVD منتشر شد.

## مراجع فردی
1. ↑  Kurz zuvor, im Jahr 1969, war schon der fünfteilige Film Befreiung, der als Koproduktion zwischen der Sowjetunion, der DDR, Polen sowie Italien entstand, veröffentlicht worden. Mit dem vierten Teil dieses sowjetischen Filmepos über den Zweiten Weltkrieg, mit dem Titel „Schlacht um Berlin“ ist dieser Film nicht zu verwechseln. Vgl. Die Zeit: Ehrenmal aus Zelluloid, von: 23. Februar 1973; abgerufen am: 25. Dezember 2018.
2. ↑  Moviepilot. Schlacht um Berlin, abgerufen am: 25. Dezember 2018.